# イスラエル宇宙局
イスラエル宇宙局（イスラエルうちゅうきょく、Israeli Space Agency, ISA, ヘブライ語: סוכנות החלל הישראלית、Sohnut HaHalal HaYisraelit）は、イスラエルの宇宙機関。学術・商業目的の宇宙開発計画を担当する官庁である。設立は1983年。

## 目的
2005年7月27日の委員会が定義したISAの目的においては、下記のように述べられている。
「宇宙観測および探査は、地上の生命を守るための本質的な手段である。それは技術進歩のためのてこであり、現代社会に存続するためのカギである。知識に立脚した経済を発展させるための基礎であり、科学的なよく教育された人材を吸引する中心的な存在となる。」
そしてISAの目的として「イスラエルの相対的優位を維持・拡大し、宇宙観測・探査分野での先進国グループ内に位置を占めること」を掲げている。
この構想を実現するための主要な目標は下記のとおりである。
- 宇宙空間の観測および宇宙からの地球観測に必要な人工衛星システムを製造し、支援する。
- 宇宙研究に必要な技術・知識・科学的基盤（研究所や人材を含む）を発展させる。
- 宇宙研究と宇宙探査における国際協力を推進し、イスラエルの国益を拡大する。
- イスラエル社会と宇宙研究・宇宙探査の結びつきを強める。

ISAはアメリカ合衆国（アメリカ航空宇宙局）、フランス（フランス国立宇宙研究センター）、カナダ（カナダ宇宙庁）、インド（インド宇宙研究機関）、ドイツ（ドイツ航空宇宙センター）、ウクライナ（ウクライナ国立宇宙機関）、ロシア（ロシア連邦宇宙局）、オランダ（オランダ航空宇宙計画局）、ブラジル（ブラジル宇宙機関）と協力関係の合意を結んでいる。

## イスラエルの宇宙開発史
1970 - 1980年代、イスラエルは宇宙科学の研究開発に必要となる基盤整備を進めた。1983年にイスラエル宇宙局が設立された。
1984年、国家宇宙科学センター（National Space Knowledge Center）がイスラエル・エアロスペース・インダストリーズおよび国防省と共同で設立された。これは基礎研究のほか、イスラエル初の観測衛星の開発も目標としていた。1988年にこの研究は実を結び、オフェック衛星(Ofek)シリーズが初めて打ち上げられた。この成功により、イスラエルは世界で9番目の「独力での人工衛星の軌道投入に成功した国」となった。
射場は地中海に面したパルマチン空軍基地に設けられ、ロケットは地球の自転とは反対に西側に向けて発射される。これは打ち上げ失敗時に自国領はもとより、アラブ諸国とのトラブルを避けるための措置である。同じロケットを用いて同じ高さの軌道に投入する場合、西向きの打ち上げの場合に投入可能な最大質量は東向きの打ち上げの場合に比べて半分となる。

## 予算
ISAの予算はおよそ1億USドルに過ぎない。ただし、イスラエルはこの他に国際共同計画であるビーナス計画に700万USドルを拠出しており、またイスラエル軍の宇宙計画に毎年7000万USドルが費やされている。商業計画はまた別枠の予算内で行われている。

## 計画

### 人工衛星
- オフェク - 偵察衛星シリーズ。1号機はパルマチン射場から1988年9月19日に打ち上げられた。
- AMOS - 通信衛星シリーズ。
- EROS - 地球観測衛星シリーズ。
- Techsat - テクニオン工科大学の観測衛星。
- TechSAR - SARを搭載した観測衛星。
- Sloshsat - 微小重力下における流体力学を研究するためのマイクロサット。RAFAEL、Fokker Space laboratories、NIVRなどと協力している。

### 計画中の人工衛星
- VENµS（英語版） - 地球観測用のマイクロサットの開発・組立・打ち上げを行う。イスラエル政府、IAI、エルビット・システムズ、RAFAEL、フランス国立宇宙研究センター（CNES）との共同事業。
- TAUVEX - 紫外線領域の天体観測を行う宇宙望遠鏡の製造・打ち上げ計画。イスラエル政府、エルビット・システムズ、インド宇宙研究機関（ISRO）との共同事業。
- OPsat - 新世代の光学式観測衛星。
- INSAT-1/INSAT-2 - イスラエル・ナノサット協会（INSA）が開発したナノサット。

### 国産ロケット
シャヴィト（Shavit）
国産ロケットシリーズ。Ofeqの打ち上げに利用される。「シャヴィト」はヘブライ語で「彗星」という意味。

## イスラエル人宇宙飛行士
イスラエル人初の宇宙飛行士はイラン・ラモンである。彼はSTS-107においてスペースシャトル・コロンビア号にペイロード・スペシャリストとして搭乗し、2003年2月1日、大気圏再突入時の事故で死亡した。